# Sopa atama
La sopa atama es una sopa de vegetales y nuez de palma originaria del pueblo Efik del Estado de Cross River en el sur de Nigeria. Es una sopa popular entre los pobladores de Cross River y el pueblo Akwa Ibom de Nigeria. La sopa se prepara con kernel de palma; el extracto de aceite obtenido del núcleo de la palma es lo que se utiliza para preparar la sopa. La sopa atama es generalmente espesa y preparada con una variedad de carnes, pescado seco y a veces Vinca. Entre los ingredientes se cuentan: aceite de palma fresco, cebollas, sal y otros.